# Пистолет Ф. Аскасо
Пистолет Ф. Аскасо — полуавтоматический пистолет калибра 9 мм, который производился в Каталонии во время Гражданской войны в Испании. Спрос на него был вызван нехваткой огнестрельного оружия в рядах республиканцев. Пистолет назван в честь анархо-синдикалиста Франциско Аскасо Абадии.
Представляет собой копию пистолета Astra 400, но с и иной отделкой и маркировкой: так, на передней части кожуха была выгравирована надпись "F. ASCASO TARASSA", заключенная в овал  .
Данные о качестве пистолетов Ф. Аскасо разнятся: одни считают, что его качество было ниже, чем у оригинала, из-за нехватки сырья и техники, другие же утверждают, что пистолеты Ф. Аскасо имели отличное качество изготовления и обработки поверхностей .
Пистолет производился с 1937 года и был на вооружении у анархических ополченцев. Было произведено от 5000 до 8000 экземпляров.